# Exquisit

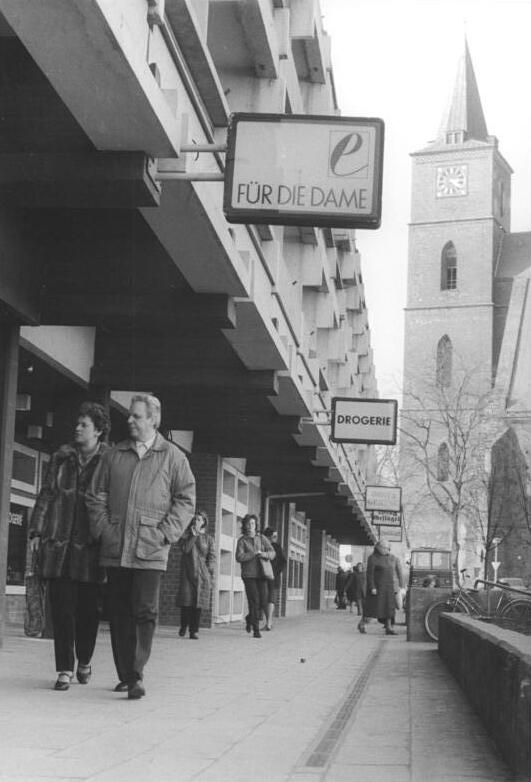
Nasenschild eines Exquisit-Laden in Bernau

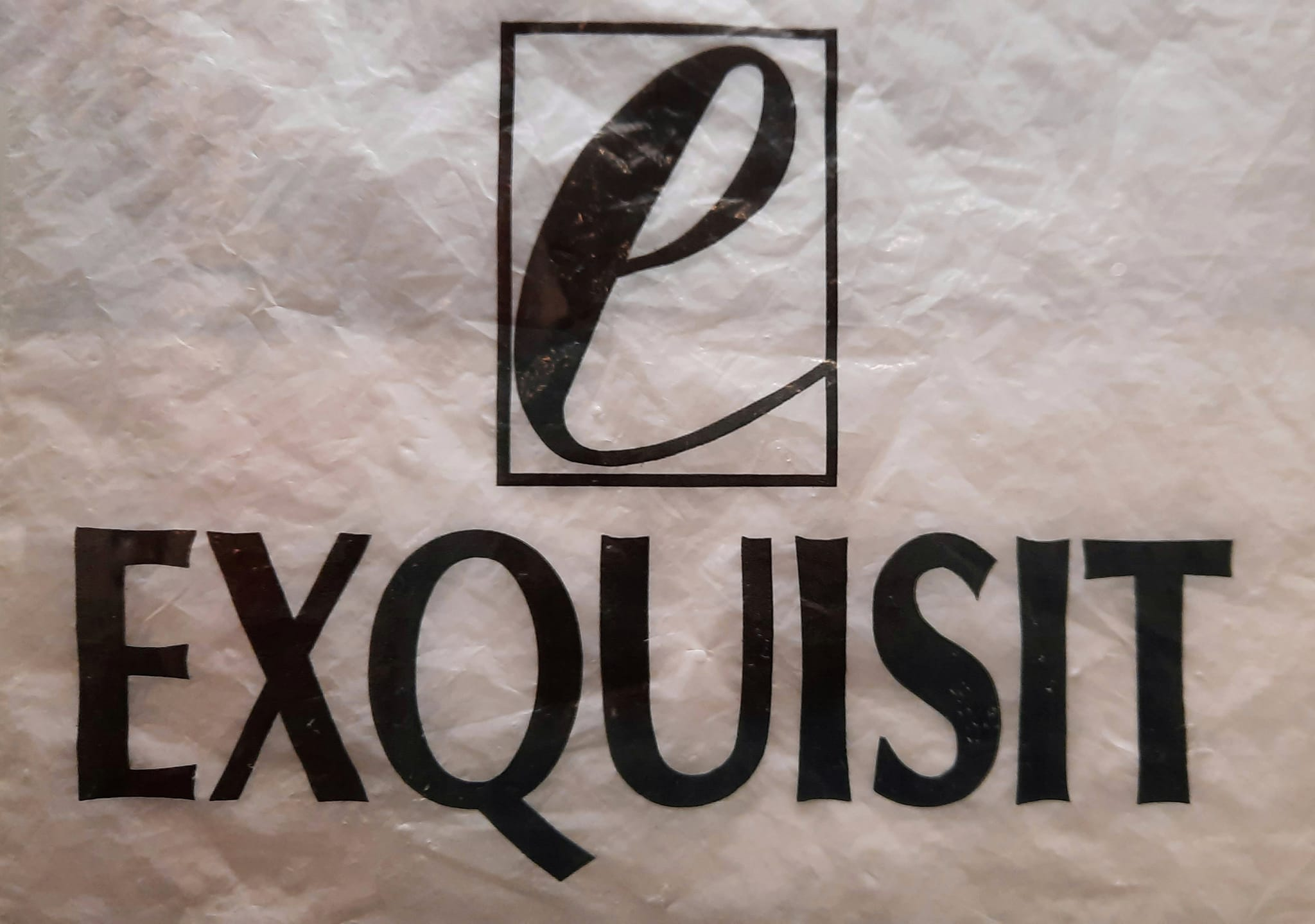
Plastiktüte Logo und Aufdruck Exquisit

Exquisit-Läden waren Bekleidungsgeschäfte in der DDR mit einem – verglichen mit den normalen HO- und Konsum-Läden – hochpreisigen Angebot von Bekleidung (eigene Filialen für Damen-, Herren-, Jugendmode, Schuhe) dazu Kosmetika und Accessoires. Analog dazu gab es noch die Delikatläden mit hochwertigen Genuss- und Lebensmitteln.

## Profil
Die Exquisit-Läden wurden seit 1962 auf Beschluss des Ministerrates geschaffen und 1966 durch die Delikatläden ergänzt. Beide Handelsketten der Handelsorganisation sollten den „gehobenen Bedarf“ abdecken. Die Bürger der DDR sollten die Möglichkeit haben, auch ohne Westgeld Luxusartikel bzw. westliche Lizenzartikel der Gestattungsproduktion zu erwerben. Damit sollte auch das aufgrund des Mangels stetig anwachsende Geldvermögen der Bevölkerung abgeschöpft werden. Mit der von SED-Generalsekretär Erich Honecker propagierten Einheit von Wirtschafts- und Sozialpolitik wurden ab 1972 die Läden auch stark erweitert auf alle Bezirks- und Kreisstädte der DDR. 1989 gab es 530 Filialen.
Im Jahr 1970 erfolgte die Gründung eines Produktions- und Handelsunternehmens unter dem Namen VHB Exquisit. In diesem wurde neben den Exquisitläden zusätzlich eine eigene Gestaltungsabteilung in Berlin eingerichtet.

## Leitung
Ab 1968/69 entwickelte Artur Winter u. a. mit Martin Schneider und Curt-Heinz Merkel, dem ehemaligen Minister für Handel und Versorgung und Direktor der HO Bezirksdirektion Berlin, ein neues Konzept, qualitativ hochwertige Kleidung zu gestalten und zu verkaufen. Als Test und Indikatoren für den Absatz dienten hierzu die seit 1962 einzelnen gegründeten Exquisit-Läden, die der Handelsorganisation der DDR unterstanden und bereits wichtige Informationen über Sortiments-, Größen- und Preisstrukturen lieferten.
Ab 1969 leitete Artur Winter als kreativer Direktor und stellvertretender Leiter gemeinsam mit Martin Schneider als Generaldirektor den neu gegründeten Handelsbetrieb VHB Exquisit.

## Modedesigner
- Chefdesignerin Ulla Stefke
- Dorothea Melis (1970–1990)
- Eva Mücke (1970–1981 Chefdesignerin im VHB Exquisit)
- Hanna Musiolek
- Hannelore Gabriel
- Thomas Greis
- Ute Lindner

## Preissegment
Für die DDR-Bürger mit einem Durchschnittsverdienst waren Exquisitartikel oft finanziell unerreichbar. Die Preise wurden nicht allein durch die Herstellungskosten und die Preise der Firmen selbst bestimmt; auch eine Kommission, bestehend aus Verkäufern und Filialleitern, hatte Mitspracherecht. Im Gegensatz dazu produzierten die volkseigenen Konfektionsbetriebe vorwiegend schlecht verkäufliche, allgemein als nicht modisch angesehene Kleidungsartikel. Neben wenig ansprechenden, altmodischen Mustern und einfachen Schnitten kamen häufig auch qualitativ schlechtere Materialien zum Einsatz.

## Qualität und Modedesign in der DDR
Allerdings achtete man bei der Exquisitware tatsächlich bewusst auf gute Qualität. Es gab allein 30 Modedesigner, die für jede Saison eine Kollektion entwarfen und zur Leipziger Messe vorstellten. Viele Modelle wurden nur in Kleinstserien produziert: Von einem Modell entstanden im Durchschnitt nur 300 Stück. Die Mustermodelle wurden strengen Tests auf Tragfähigkeit, Sitz und Passform unterworfen, bevor sie in Produktion gingen. Die dafür verwendeten Stoffe kamen mehrheitlich aus westlichen Ländern wie Österreich, Italien, Frankreich, Japan oder der Schweiz. Es wurde ein eher langlebiger Stil bevorzugt, keine kurzlebigen Modetrends.
Wichtigste Ausbildungsstätte für Modegestalter in der DDR war der Fachbereich Mode-Design an der Kunsthochschule Berlin-Weißensee. Der Kreativdirektor des VHB Exquisit, Artur Winter, hatte dort seit 1982 eine Professur inne. Darüber hinaus bestand auch eine Zusammenarbeit mit dem Modeinstitut der DDR und der Modezeitschrift Sibylle, die regelmäßig Fotos der Exquisitkollektionen veröffentlichte.

## Abwicklung nach der Wende
Im Mai 1990 wurde der VHB Exquisit in eine Aktiengesellschaft  unter dem Namen Alpha_Handels-AG (AHAG) umgewandelt.
Nach der Wende zeigte sich, dass die Exquisit-Betriebe mit ihren „soliden Angeboten auf dem mittleren Preisniveau“ zu unerfahren waren, um auf dem Modemarkt zu bestehen. Die Ladengeschäfte in überwiegend sehr guten Innenstadtlagen der Bezirksstädte wurden zügig von westdeutschen Einzelhandelsketten, insbesondere von Breuninger übernommen. Die Abwicklung war 1992 beendet.
Die Kreativen des Unternehmens waren wie alle anderen Mitarbeiter von Kündigung betroffen. Teilweise gelang es ihnen, an künstlerischen Hochschulen oder Universitäten zu lehren, andere arbeiteten freiberuflich als Designerinnen und Designer für Modefirmen oder gründeten eigene Modelabel.